# 不完全神性機関イリス
『不完全神性機関イリス』（ふかんぜんしんせいきかんイリス）は、細音啓による日本のライトノベル。イラストはカスカベアキラが担当している。富士見ファンタジア文庫（富士見ファンタジア文庫→KADOKAWA）より2011年12月から2013年10月まで刊行された。前作に続き、作者オリジナルの架空言語（セラフェノ音語の派生形）が用いられている。
メディアミックスとして、滝太郎によるコミカライズが『月刊コンプエース』（角川書店）にて2012年9月号から2013年2月号まで連載された。

## あらすじ
世界の四分の三が死んだ世界――。
宝条軍学校（ほうじょうアカデミー）の傭兵科に通う貧乏生徒である凪・一咲・ジール（なぎ・いちさき・ジール）は、うっかり受験先を機械工学科と傭兵科を間違えて書いてしまった機械マニアな一般学生だ。
ある日、凪はいつものように使える部品を探して廃材（スクラップ）の山を捜索していると、少女の姿をした家政婦ロボ（メイドロボ）を発見したので家に持ち帰り修理することにした。
「おはようございます凪」――そう言って目覚めた彼女・イリス。しかし家政婦ロボなのに家事は何一つできないダメ家政婦で、しかもその正体は軍事用の人型機械体（アンドロイド）!?
イリスによるトラブルだらけの同居生活と大暴走な学園生活。そして迫り来る正体不明の侵攻者『幽幻種（ゆうげんしゅ）』――。
人類の最終兵器『神性機関』として覚醒したイリスに世界の命運が委ねられる。

## 登場人物

### 帝国

#### 宝条軍学校（ほうじょうアカデミー）
凪・一咲・ジール（なぎ・いちさき・ジール）
本作の主人公。宝条軍学校（ほうじょうアカデミー）の傭兵科に通う17歳の少年。機械をいじるのが趣味。
スクラップ場でイリスを拾い修理する。
傷だらけの世界（エリス・エルマ）
守護結界。エルマリア神教界の始祖エルマリアも使っていたとされる。
二つの効果があり、相手の敵意や害意に自動反応してそれを無効化する。もう一つは自身が相手に与えた攻撃への強制的な痛覚付与で、どんなに硬くて強靭な防御装甲であろうとも「痛い」と思わせる事が出来る。
イリス
スクラップ場で凪に拾われた人型機械体（アンドロイド）の少女。
家事全般が壊滅的に苦手。禁断水晶に加護を受けて不完全神性機関へと覚醒する。
『全てを覆う者（ミクヴェス）』『その運命に牙剥く者（アマデウス）』『我が求めに応えし者（ヘケト・ラスパ）』『――――』の四つの特殊AIが組み込まれている。
ミカエル・ユーティア・ラスカ
凪と同じクラスの人型機械体（アンドロイド）。なにかと凪につっかかってくる
もともとは軍用の人型機械体だった。
その戦いぶりを称えられ準人間権を獲得し、退役後は宝条軍学校に入学することを選択した。
ミカエルはシリーズ名で数百体が製造されたが、数多の幽幻種との戦いでこのミカエルを残し全滅している。
同型で製造ラインが異なる紫苑とは姉妹のような関係。
システア・イ・カッサンテアリィア
凪に想いを寄せるクラスメイト。愛称は「シィ」。特技は料理。
彼女がよく使う自動小銃については、人型機械体（アンドロイド）のミカエルさえ称賛するほどの腕前。
京命院・卿大（きょうめいいん・きょうだい）
通称「いいんちょ」。真面目だが美少女に目がない。
イリスに興味がある。
行く先々でカメラを携え様々な美少女の姿を写真に収めているが、イリスが来てからはその七割近くをイリスが占めている。
右流・寧・ユメルダ（うりゅう・ねい・ユメルダ）
凪のクラスの担任を務める、元エリート軍人で厳しい鬼教官。
三十路に突入したにも関わらず、いまで貰い手が見つからないのを密かに悩んでいる。

#### 帝都・帝国司令部
ヨミ・レッセント
凪とは昔の近所付き合いの仲で、機械工学における師匠。イリスとヘケト・マグナはヨミによって生み出された。
その名前は機械工学の鬼才と呼ばれるほど有名になっている。
Heckt Magna（ヘケト・マグナ）【剣帝】
禁断水晶により洗礼を受け、最初に機神に転生した人型機械体。
他の機神とは違い機神術は使えない。武器の双剣と、十二機神最速の圧倒的な機動性で敵を殲滅する。
少なくとも単体で数万体の幽幻種を撃破している。
Orbie Sion（オービエ・シオン）【真実契約者】
禁断水晶により洗礼を受け、機神となった人型機械体のうちの一体。
機神が使う機神術、術式『真実彩色』を用いて戦う。
機神となる前は紫苑（しおん）という名前だった。
ミカエルとは同型で後期の製造ラインでつくられたが、感情表現が豊かなミカエルに対し紫苑は感情を表に出すことはない。
ミカエルと同じくシリーズとしての紫苑は彼女を残して全滅している。
本来はミカエルが禁断水晶の洗礼を受けるはずだったが、そのミカエルを出し抜いて機神となった。
Yulis（ユーリス）【触れられざる者】
帝国による眠らざる者(ゴースト)の実験を知り、他三体の機神と共に帝国を裏切った機神。
その後他三体と共に捕縛されたが、ヨミの説得により開放。
裏切ったのにも関わらず変わらぬ愛を注いでくれるヨミに感謝し、もう裏切らないと約束した。
Sit Ferio（シト・フェリオ）【絶対干渉者】
作中より約一年前に破壊された機神。
両手に天秤を模った杖を持ち、重力、斥力、磁力などのあらゆる物理的な力に干渉する力を持つ。
眠らざる者（ゴースト）となり凱旋都市・エンジュを襲った。
御使い（グリオ）
作中より約一年半前に破壊された機神。
十二本の錫杖に分裂する巨大な鎚矛（メイス）を武器にしている。
鉄の賢人（ヴィディス）と共に眠らざる者（ゴースト）となり、紗砂とイリスの前に現れた。
鉄の賢人（ヴィディス）
作中より約一年半前に破壊された機神。
秒間何百発という重機関銃を武器にしている。
御使い（グリオ）と共に眠らざる者（ゴースト）となり、紗砂とイリスの前に現れた。

### エルマリア神教界
紗砂・エンデンス・凛・ケール(しゃさ・エンデンス・りん・ケール)
エルマリア神教界の大司教にして聖女。禁断水晶からの洗礼をもっとも強く受けた人間。
愛称は「サラ」。また、偽名を名乗る時も「サラ」と名乗っている。
少々ドジっ子な面もある。
リーア
黒髪で背の高い壮年の女性。
他国に威厳を示すため、紗砂の代理の聖女として活動していた。
紗砂の右腕としての信頼も厚く、代理として成り立つほどの高位術者でもある。

### 武宮唐那国（ぶきゆうとうのなのくに）
ツァリ
武宮唐那国の皇帝専属護士。当時の上級護士を圧倒し、一夜にしてその役職についたと噂されている。
イリスによると「人でも神でも幽幻種でもない力」と称される力を持っているとされるが、詳細は不明。
昔から紗砂の世話を焼いてるらしい。
自分のことを、真なる赤き大樹（ネクサス）の波長を受けエルマリアと別れた並列存在で、反逆者（ネクサス）の刻印によって力を得た放浪者と本人は語っている。
沁力を極限まで下げることによって、ユトという幼女の姿になることができる。

### その他
ナザリエル・瞬・イフ・カミウ
突然帝国に現れたかと思えば、その翌週には後に機神となる人型機械体（アンドロイド）を三体も作り上げた謎の研究者。
ミカエルと紫苑の生みの親でもある。
その他にも、眠らざる者（ゴースト）の実験や、同作者作品の『氷結鏡界のエデン』でも出た『プロジェクト・楽園幻想』にも関わりがある謎多き存在。
紫苑に「『真なる赤き実のなる大樹（ネクサス）』の待つ場所に戻るだけさ」と言いどこかへ消えて行った。
数々の発言から同作者の前作品黄昏色の詠使いとの関連性がうかがえるが、詳細不明。

## 用語
軍学校（アカデミー）
幽幻種を殲滅するための傭兵を養成する特殊軍事機関。
人型機械体（アンドロイド）
人の外見に似せた機械体。軍隊から家政婦まで様々な役割を担う。
機械水晶
人型機械体（アンドロイド）の「頭脳」にあたる思考回路。
禁断水晶（きんだんすいしょう）
神性上位存在と呼ばれ、魔笛を浄化する力を持つ。名前の由来は『その御名、畏敬の念をもって讃え詠いたもう』。神性な存在だから軽々しく扱うな、という古の教えから。
機神
禁断水晶の加護を受けた人型機械体（アンドロイド）のこと。
全部で十二体存在するが、作品開始時点で既に六体が破壊されている。
沁力（しんりょく）
紗砂により考案された『世界に奇蹟を沁みわたらせる力』から生まれた単語。人間はこの力を利用して沁力術式を行使することができる。
幽幻種の魔笛に対抗できる力。
幽幻種（ゆうげんしゅ）
禁断水晶とは正反対の属性をもつ上位存在。
世界の75％を死滅させた正体不明の侵攻者。
魔笛（まてき）
幽幻種だけが持つ、触れたもの全てを侵食する呪詛の力。
眠らざる者（ゴースト）
破壊された機神に魔笛が宿り、人類の敵として生まれ変わった機神。
魔笛により沁力術式は使用できないが、素体は禁断水晶の力を宿したままなので機神術や耐久はほぼそのままとなっている。
帝国
世界三大大国の一つ。最新鋭の軍事兵器と機械文明を有する。
人型機械体（アンドロイド）を生産し、幽幻種と戦っている。
エルマリア神教界
世界三大大国の一つ。聖女を筆頭に、優れた沁力の使い手たちを有する。
始祖の聖女エルマリアがこの国の始まりとされている。
武宮唐那国（ぶきゆうとうのなのくに）
世界三大大国の一つ。極限まで鍛えた心身と拳技を持つ武官たちを有する。
護士の一人一人が強大な力を持ち、上級護士は人型機械体（アンドロイド）に匹敵する戦闘力を持っているとされる。
覇権戦争
世界三大国同士での代理戦争。勝戦国は対幽幻種との戦争で指導的立場になる。

## 既刊一覧

### 小説
- 細音啓（著）・カスカベアキラ（イラスト） 『不完全神性機関イリス』 富士見書房→KADOKAWA〈富士見ファンタジア文庫〉、全5巻
  1. 「154cmの最終兵器」2011年12月20日発売[3]、ISBN 978-4-8291-3712-3
  2. 「100億の時めぐる聖女」2012年6月20日発売[4]、ISBN 978-4-8291-3769-7
  3. 「三大世界の反逆者」2012年12月20日発売[5]、ISBN 978-4-8291-3833-5
  4. 「勝率0.08パーセントの戦女神」2013年6月20日発売[6]、ISBN 978-4-8291-3899-1
  5. 「154cmの花嫁機関」2013年10月19日発売[7]、ISBN 978-4-04-712918-4

### 漫画
- 細音啓（原作）・カスカベアキラ（キャラクターデザイン）・滝太郎（作画） 『不完全神性機関イリス』 角川書店〈角川コミックス・エース〉2013年1月26日発売[8]、ISBN 978-4-04-120585-3